# روبرت إميت كينغ
روبرت إميت كينغ هو سياسي أمريكي، ولد في 1848 في لويفيل في الولايات المتحدة، وتوفي بنفس المكان في 11 نوفمبر 1921.